# TERIYAKI BOYZ
TERIYAKI BOYZ는 일본의 힙합 그룹이다.